# Bergholtz
Bergholtz település Franciaországban, Haut-Rhin megyében. Lakosainak száma 1073 fő (2022. január 1.). Bergholtz Rouffach, Gundolsheim, Issenheim, Guebwiller, Bergholtzzell és Orschwihr községekkel határos.

## Népesség
A település népességének változása:
| Lakosok száma | 1055 | 1049 | 1098 | 1078 | 1092 | 1096 | 1103 | 1108 | 1073 |
|               | 2013 | 2015 | 2016 | 2017 | 2018 | 2019 | 2020 | 2021 | 2022 |